# Superclásico (Buenos Aires)

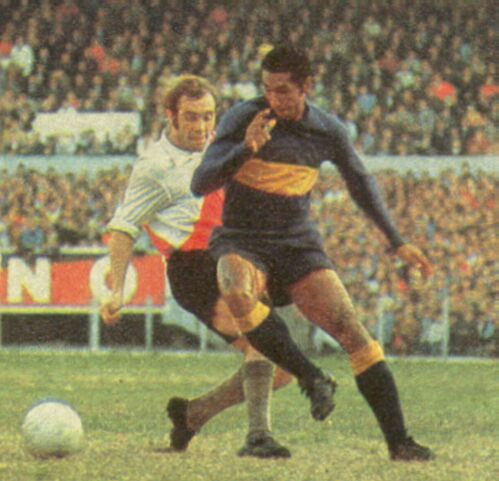
Daniel Onega del River Plate e Julio Meléndez del Boca Juniors durante un Superclásico degli anni 1960.

Il Superclásico (in italiano "Superclassico") è la partita di calcio giocata tra i due maggiori club di Buenos Aires, il River Plate ed il Boca Juniors.
Il termine Superclásico deriva dalla parola spagnola clásico (utilizzata in terra iberica per indicare una rivalità molto sentita), con davanti il prefisso super, per sottolineare che l'incontro mette di fronte le due squadre più blasonate di Buenos Aires e dell'Argentina, oltre che per distinguere il match da altri derby giocati nella capitale e nel Paese.
Nel 2016 la rivista inglese FourFourTwo ha eletto il Superclásico come il "derby più importante al mondo", mentre il Daily Telegraph ha riconosciuto quella tra Boca Juniors e River Plate come "la più grande rivalità nel mondo del calcio"; nel 2017 il Daily Mirror ha classificato il Superclásico al primo posto nella lista dei migliori 50 derby al mondo.

## Storia

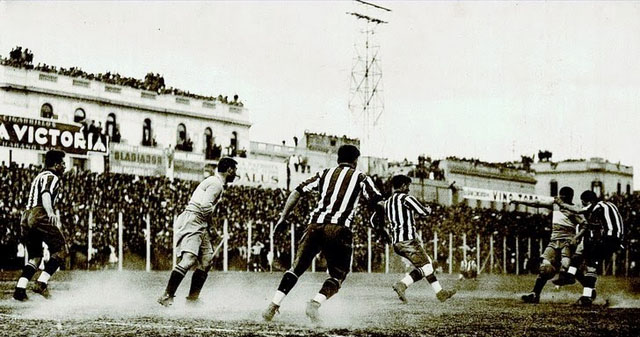
Una fase di gioco di un Superclásico del 1931: all’epoca i giocatori del River indossavano ancora una maglia a strisce.

Entrambi i club hanno origine a La Boca, con il River Plate fondato nel 1901 e il Boca Juniors nel 1905: i primi sono soprannominati Los Millonarios ("I Milionari") per la notevole disponibilità economica del club mostrata negli anni '30, mentre i secondi sono detti Los Xenéizes ("I Genovesi"), poiché i primi fondatori erano appunto degli immigrati genovesi. Anche il River ha comunque origini superbe, in quanto nato dalla fusione di due squadre, una delle quali fu fondata anch'essa da immigrati genovesi.
Il primo incontro ufficiale fu giocato il 24 agosto del 1913, con la vittoria per 2-1 del River.
Il 23 giugno 1968 allo Stadio Monumental, dopo una partita tra le due squadre, 71 tifosi persero la vita schiacciati dal "Cancello 12", e altri 150 rimasero feriti. Il disastro fu il peggior incidente correlato al calcio nella storia dell'Argentina; l'età media delle vittime era di 19 anni. Dopo tre anni di indagini, non fu trovato nessun colpevole. Da quel momento, i cancelli dello stadio vennero identificati con delle lettere al posto dei numeri. Alla fine della stagione 1968, le 68 squadre della Federazione argentina raccolsero 100 000 pesos per le famiglie dei deceduti.
I due club hanno giocato l'ultima finale andata/ritorno di Coppa Libertadores, nel 2018, tale evento ha così guadagnato una certa attenzione anche fuori dal Sudamerica. Mentre l'andata si è svolta l'11 novembre alla Bombonera, col risultato di 2-2, il ritorno, dopo una serie di disordini avuti durante l'arrivo al Monumental degli Xeneizes, si è giocato il 9 dicembre al Bernabeu di Madrid, e ha visto vincere per 3-1 i Millonarios, che hanno alzato al cielo per la quarta volta il più importante trofeo sudamericano.

## Statistiche
Sono incluse solo le partite ufficiali. Dati aggiornati al 27 maggio 2022.

| Competizione                   | Competizione               | Partite disputate | Vittorie del Boca Juniors | Pareggi | Vittorie del River Plate | Reti del Boca Juniors | Reti del River Plate |
| ------------------------------ | -------------------------- | ----------------- | ------------------------- | ------- | ------------------------ | --------------------- | -------------------- |
| Campionato                     | Primera División           | 212               | 77                        | 65      | 70                       | 290                   | 297                  |
| Campionato                     | Totale (campionato)        | 212               | 77                        | 65      | 70                       | 290                   | 297                  |
| Coppe nazionali                |                            |                   |                           |         |                          |                       |                      |
| Coppa Argentina                | 1                          | 0                 | 1                         | 0       | 0                        | 0                     |                      |
| Supercopa Argentina            | 1                          | 0                 | 0                         | 1       | 0                        | 2                     |                      |
| Copa de la Liga Profesional    | 4                          | 1                 | 3                         | 0       | 5                        | 4                     |                      |
| Copa Competencia Jockey Club   | 3                          | 0                 | 1                         | 2       | 3                        | 6                     |                      |
| Copa Adrián Escobar            | 1                          | 0                 | 1                         | 0       | 0                        | 0                     |                      |
| Copa de Competencia Británica  | 1                          | 1                 | 0                         | 0       | 2                        | 0                     |                      |
| Copa Centenario de la AFA      | 2                          | 0                 | 1                         | 1       | 0                        | 1                     |                      |
| Totale (coppe nazionali)       | 13                         | 2                 | 6                         | 4       | 10                       | 13                    |                      |
| Competizioni CONMEBOL          |                            |                   |                           |         |                          |                       |                      |
| Copa Libertadores              | 28                         | 11                | 8                         | 9       | 32                       | 26                    |                      |
| Copa Sudamericana              | 2                          | 0                 | 1                         | 1       | 0                        | 1                     |                      |
| Supercopa Libertadores         | 2                          | 0                 | 2                         | 0       | 1                        | 1                     |                      |
| Totale (Competizioni CONMEBOL) | 32                         | 11                | 11                        | 10      | 33                       | 28                    |                      |
| Totale (partite ufficiali)     | Totale (partite ufficiali) | 257               | 90                        | 83      | 84                       | 333                   | 338                  |

## Lista dei risultati

### Campionato
| Num. | Data       | Stadio                        | Competizione                               | Incontro                   | Risultato       |
| ---- | ---------- | ----------------------------- | ------------------------------------------ | -------------------------- | --------------- |
| 1    | 24/08/1913 | Colón e Alsina                | Copa Campeonato 1913                       | River Plate - Boca Juniors | 2 – 1           |
| 2    | 25/10/1914 | Arquitecto Ricardo Etcheverri | Copa Campeonato 1914                       | River Plate - Boca Juniors | 0 – 0           |
| 3    | 20/06/1915 |                               | Copa Campeonato 1915                       | Boca Juniors - River Plate | 2 – 0           |
| 4    | 10/12/1916 | Colón e Alsina                | Copa Campeonato 1916                       | River Plate - Boca Juniors | 2 – 1           |
| 5    | 24/06/1917 | Colón e Alsina                | Copa Campeonato 1917                       | River Plate - Boca Juniors | 2 – 2           |
| 6    | 18/09/1918 | Colón e Alsina                | Copa Campeonato 1918                       | River Plate - Boca Juniors | 1 – 0           |
| 7    | 04/12/1927 | Brandsen y Del Crucero        | Primera División 1927                      | Boca Juniors - River Plate | 1 – 0           |
| 8    | 23/12/1928 | Brandsen y Del Crucero        | Primera División 1928                      | Boca Juniors - River Plate | 6 – 0           |
| 9    | 04/05/1930 | Alvear e Tagle                | Primera División 1930                      | River Plate - Boca Juniors | 3 – 2           |
| 10   | 20/09/1931 | Brandsen y Del Crucero        | Primera División 1931                      | Boca Juniors - River Plate | 1 – 1           |
| 11   | 06/01/1932 | Alvear e Tagle                | Primera División 1932                      | River Plate - Boca Juniors | 3 – 0           |
| 12   | 19/06/1932 | Alvear e Tagle                | Primera División 1932                      | River Plate - Boca Juniors | 1 – 1           |
| 13   | 30/10/1932 | Brandsen y Del Crucero        | Primera División 1932                      | Boca Juniors - River Plate | 2 – 1           |
| 14   | 02/07/1933 | Brandsen y Del Crucero        | Primera División 1933                      | Boca Juniors - River Plate | 1 – 1           |
| 15   | 19/11/1933 | Alvear e Tagle                | Primera División 1933                      | River Plate - Boca Juniors | 3 – 1           |
| 16   | 17/06/1934 | Brandsen y Del Crucero        | Primera División 1934                      | Boca Juniors - River Plate | 4 – 1           |
| 17   | 16/09/1934 | Alvear e Tagle                | Primera División 1934                      | River Plate - Boca Juniors | 1 – 0           |
| 18   | 04/11/1934 | Brandsen y Del Crucero        | Primera División 1934                      | Boca Juniors - River Plate | 2 – 0           |
| 19   | 21/04/1935 | Brandsen y Del Crucero        | Primera División 1935                      | Boca Juniors - River Plate | 1 – 0           |
| 20   | 01/09/1935 | Alvear e Tagle                | Primera División 1935                      | River Plate - Boca Juniors | 1 – 1           |
| 21   | 19/04/1936 | Brandsen y Del Crucero        | Primera División 1936                      | Boca Juniors - River Plate | 3 – 2           |
| 22   | 30/08/1936 | Alvear e Tagle                | Primera División 1936                      | River Plate - Boca Juniors | 2 – 1           |
| 23   | 08/08/1937 | Gasometro                     | Primera División 1937                      | Boca Juniors - River Plate | 2 – 1           |
| 24   | 12/12/1937 | Gasometro                     | Primera División 1937                      | River Plate - Boca Juniors | 3 – 2           |
| 25   | 10/04/1938 | Brandsen y Del Crucero        | Primera División 1938                      | Boca Juniors - River Plate | 1 – 2           |
| 26   | 04/09/1938 | El Monumental                 | Primera División 1938                      | River Plate - Boca Juniors | 2 – 2           |
| 27   | 11/02/1939 | Gasometro                     | Primera División 1939                      | Boca Juniors - River Plate | 3 – 5           |
| 28   | 11/06/1939 | El Monumental                 | Primera División 1939                      | River Plate - Boca Juniors | 2 – 0           |
| 29   | 05/11/1939 | Gasometro                     | Primera División 1939                      | Boca Juniors - River Plate | 2 – 1           |
| 30   | 30/06/1940 | La Bombonera                  | Primera División 1940                      | Boca Juniors - River Plate | 3 – 1           |
| 31   | 17/11/1940 | El Monumental                 | Primera División 1940                      | River Plate - Boca Juniors | 1 – 1           |
| 32   | 29/06/1941 | La Bombonera                  | Primera División 1941                      | Boca Juniors - River Plate | 2 – 1           |
| 33   | 19/10/1941 | El Monumental                 | Primera División 1941                      | River Plate - Boca Juniors | 5 – 1           |
| 34   | 19/07/1942 | El Monumental                 | Primera División 1942                      | River Plate - Boca Juniors | 4 – 0           |
| 35   | 08/11/1942 | La Bombonera                  | Primera División 1942                      | Boca Juniors - River Plate | 2 – 2           |
| 36   | 16/05/1943 | El Monumental                 | Primera División 1943                      | River Plate - Boca Juniors | 3 – 1           |
| 37   | 26/09/1943 | La Bombonera                  | Primera División 1943                      | Boca Juniors - River Plate | 2 – 1           |
| 38   | 14/05/1944 | La Bombonera                  | Primera División 1944                      | Boca Juniors - River Plate | 1 – 1           |
| 39   | 03/09/1944 | El Monumental                 | Primera División 1944                      | River Plate - Boca Juniors | 0 – 1           |
| 40   | 29/07/1945 | El Monumental                 | Primera División 1945                      | River Plate - Boca Juniors | 1 – 0           |
| 41   | 18/11/1945 | La Bombonera                  | Primera División 1945                      | Boca Juniors - River Plate | 4 – 1           |
| 42   | 30/06/1946 | El Monumental                 | Primera División 1946                      | River Plate - Boca Juniors | 2 – 0           |
| 43   | 27/10/1946 | La Bombonera                  | Primera División 1946                      | Boca Juniors - River Plate | 2 – 0           |
| 44   | 27/04/1947 | La Bombonera                  | Primera División 1947                      | Boca Juniors - River Plate | 2 – 0           |
| 45   | 24/08/1947 | El Monumental                 | Primera División 1947                      | River Plate - Boca Juniors | 2 – 1           |
| 46   | 01/08/1948 | La Bombonera                  | Primera División 1948                      | Boca Juniors - River Plate | 2 – 1           |
| 47   | 08/12/1948 | El Monumental                 | Primera División 1948                      | River Plate - Boca Juniors | 1 – 1           |
| 48   | 31/07/1949 | El Monumental                 | Primera División 1949                      | River Plate - Boca Juniors | 1 – 0           |
| 49   | 13/11/1949 | La Bombonera                  | Primera División 1949                      | Boca Juniors - River Plate | 2 – 0           |
| 50   | 11/06/1950 | El Monumental                 | Primera División 1950                      | River Plate - Boca Juniors | 1 – 0           |
| 51   | 12/10/1950 | La Bombonera                  | Primera División 1950                      | Boca Juniors - River Plate | 2 – 1           |
| 52   | 15/07/1951 | El Monumental                 | Primera División 1951                      | River Plate - Boca Juniors | 1 – 0           |
| 53   | 01/11/1951 | La Bombonera                  | Primera División 1951                      | Boca Juniors - River Plate | 3 – 0           |
| 54   | 08/06/1952 | La Bombonera                  | Primera División 1952                      | Boca Juniors - River Plate | 2 – 1           |
| 55   | 08/11/1952 | El Monumental                 | Primera División 1952                      | River Plate - Boca Juniors | 3 – 1           |
| 56   | 19/07/1953 | El Monumental                 | Primera División 1953                      | River Plate - Boca Juniors | 3 – 2           |
| 57   | 01/11/1953 | La Bombonera                  | Primera División 1953                      | Boca Juniors - River Plate | 1 – 0           |
| 58   | 18/07/1954 | La Bombonera                  | Primera División 1954                      | Boca Juniors - River Plate | 1 – 0           |
| 59   | 31/10/1954 | El Monumental                 | Primera División 1954                      | River Plate - Boca Juniors | 3 – 0           |
| 60   | 17/08/1955 | Colón e Alsina                | Primera División 1955                      | River Plate - Boca Juniors | 4 – 0           |
| 61   | 08/12/1955 | La Bombonera                  | Primera División 1955                      | Boca Juniors - River Plate | 2 – 1           |
| 62   | 22/04/1956 | El Monumental                 | Primera División 1956                      | River Plate - Boca Juniors | 2 – 1           |
| 63   | 09/09/1956 | La Bombonera                  | Primera División 1956                      | Boca Juniors - River Plate | 2 – 1           |
| 64   | 21/07/1957 | La Bombonera                  | Primera División 1957                      | Boca Juniors - River Plate | 2 – 2           |
| 65   | 24/11/1957 | El Monumental                 | Primera División 1957                      | River Plate - Boca Juniors | 5 – 3           |
| 66   | 28/09/1958 | El Monumental                 | Primera División 1958                      | River Plate - Boca Juniors | 2 – 2           |
| 67   | 20/12/1958 | Tomás Adolfo Ducó             | Primera División 1958                      | Boca Juniors - River Plate | 2 – 2           |
| 68   | 19/05/1959 | La Bombonera                  | Primera División 1959                      | Boca Juniors - River Plate | 5 – 1           |
| 69   | 06/09/1959 | El Monumental                 | Primera División 1959                      | River Plate - Boca Juniors | 3 – 2           |
| 70   | 17/04/1960 | El Monumental                 | Primera División 1960                      | River Plate - Boca Juniors | 1 – 1           |
| 71   | 11/09/1960 | La Bombonera                  | Primera División 1960                      | Boca Juniors - River Plate | 3 – 1           |
| 72   | 06/08/1961 | El Monumental                 | Primera División 1961                      | River Plate - Boca Juniors | 2 – 2           |
| 73   | 12/11/1961 | La Bombonera                  | Primera División 1961                      | Boca Juniors - River Plate | 3 – 1           |
| 74   | 26/08/1962 | El Monumental                 | Primera División 1962                      | River Plate - Boca Juniors | 3 – 1           |
| 75   | 09/12/1962 | La Bombonera                  | Primera División 1962                      | Boca Juniors - River Plate | 1 – 0           |
| 76   | 28/07/1963 | La Bombonera                  | Primera División 1963                      | Boca Juniors - River Plate | 2 – 0           |
| 77   | 17/11/1963 | El Monumental                 | Primera División 1963                      | River Plate - Boca Juniors | 1 – 0           |
| 78   | 16/08/1964 | El Monumental                 | Primera División 1964                      | River Plate - Boca Juniors | 0 – 0           |
| 79   | 29/11/1964 | La Bombonera                  | Primera División 1964                      | Boca Juniors - River Plate | 1 – 1           |
| 80   | 04/07/1965 | El Monumental                 | Primera División 1965                      | River Plate - Boca Juniors | 2 – 1           |
| 81   | 08/12/1965 | La Bombonera                  | Primera División 1965                      | Boca Juniors - River Plate | 2 – 1           |
| 82   | 03/04/1966 | La Bombonera                  | Primera División 1966                      | Boca Juniors - River Plate | 3 – 1           |
| 83   | 21/08/1966 | El Monumental                 | Primera División 1966                      | River Plate - Boca Juniors | 2 – 0           |
| 84   | 23/04/1967 | La Bombonera                  | Metropolitano 1967                         | Boca Juniors - River Plate | 0 – 0           |
| 85   | 08/07/1967 | El Monumental                 | Metropolitano 1967                         | River Plate - Boca Juniors | 1 – 0           |
| 86   | 26/11/1967 | El Monumental                 | Nacional 1967                              | River Plate - Boca Juniors | 1 – 0           |
| 87   | 07/04/1968 | La Bombonera                  | Metropolitano 1968                         | Boca Juniors - River Plate | 1 – 1           |
| 88   | 23/06/1968 | El Monumental                 | Metropolitano 1968                         | River Plate - Boca Juniors | 0 – 0           |
| 89   | 27/10/1968 | La Bombonera                  | Nacional 1968                              | Boca Juniors - River Plate | 3 – 1           |
| 90   | 02/03/1969 | La Bombonera                  | Metropolitano 1969                         | Boca Juniors - River Plate | 1 – 1           |
| 91   | 04/05/1969 | El Monumental                 | Metropolitano 1969                         | River Plate - Boca Juniors | 2 – 0           |
| 92   | 03/07/1969 | Juan Domingo Perón            | Metropolitano 1969                         | Boca Juniors - River Plate | 0 – 0           |
| 93   | 14/12/1969 | El Monumental                 | Nacional 1969                              | River Plate - Boca Juniors | 2 – 2           |
| 94   | 14/06/1970 | La Bombonera                  | Metropolitano 1970                         | Boca Juniors - River Plate | 1 – 0           |
| 95   | 27/09/1970 | El Monumental                 | Nacional 1970                              | River Plate - Boca Juniors | 2 – 1           |
| 96   | 14/11/1970 | La Bombonera                  | Nacional 1970                              | Boca Juniors - River Plate | 0 – 0           |
| 97   | 10/03/1971 | Juan Domingo Perón            | Metropolitano 1971                         | Boca Juniors - River Plate | 1 – 2           |
| 98   | 10/06/1971 | Juan Domingo Perón            | Metropolitano 1971                         | River Plate - Boca Juniors | 3 – 3           |
| 99   | 27/11/1971 | Juan Domingo Perón            | Nacional 1971                              | Boca Juniors - River Plate | 1 – 3           |
| 100  | 12/03/1972 | El Monumental                 | Metropolitano 1972                         | River Plate - Boca Juniors | 4 - 0           |
| 101  | 18/06/1972 | La Bombonera                  | Metropolitano 1972                         | Boca Juniors - River Plate | 2 – 2           |
| 102  | 15/10/1972 | José Amalfitani               | Nacional 1972                              | Boca Juniors - River Plate | 5 – 4           |
| 103  | 13/12/1972 | José Amalfitani               | Nacional 1972                              | River Plate - Boca Juniors | 3 – 2           |
| 104  | 04/03/1973 | El Monumental                 | Metropolitano 1973                         | River Plate - Boca Juniors | 2 – 1           |
| 105  | 27/06/1973 | La Bombonera                  | Metropolitano 1973                         | Boca Juniors - River Plate | 5 – 2           |
| 106  | 11/11/1973 | José Amalfitani               | Nacional 1973                              | River Plate - Boca Juniors | 1 – 0           |
| 107  | 03/02/1974 | La Bombonera                  | Metropolitano 1974                         | Boca Juniors - River Plate | 5 – 2           |
| 108  | 31/03/1974 | El Monumental                 | Metropolitano 1974                         | River Plate - Boca Juniors | 3 – 1           |
| 109  | 25/08/1974 | La Bombonera                  | Nacional 1974                              | Boca Juniors - River Plate | 1 – 0           |
| 110  | 03/11/1974 | El Monumental                 | Nacional 1974                              | River Plate - Boca Juniors | 1 – 1           |
| 111  | 17/04/1975 | La Bombonera                  | Metropolitano 1975                         | Boca Juniors - River Plate | 2 – 1           |
| 112  | 27/07/1975 | El Monumental                 | Metropolitano 1975                         | River Plate - Boca Juniors | 1 – 0           |
| 113  | 21/09/1975 | La Bombonera                  | Nacional 1975                              | Boca Juniors - River Plate | 2 – 1           |
| 114  | 26/10/1975 | El Monumental                 | Nacional 1975                              | River Plate - Boca Juniors | 2 – 1           |
| 115  | 18/02/1976 | El Monumental                 | Metropolitano 1976                         | River Plate - Boca Juniors | 0 – 0           |
| 116  | 18/04/1976 | La Bombonera                  | Metropolitano 1976                         | Boca Juniors - River Plate | 1 – 0           |
| 117  | 25/07/1976 | Tomás Adolfo Ducó             | Metropolitano 1976                         | Boca Juniors - River Plate | 1 – 1           |
| 118  | 26/09/1976 | La Bombonera                  | Nacional 1976                              | Boca Juniors - River Plate | 1 – 1           |
| 119  | 14/11/1976 | El Monumental                 | Nacional 1976                              | River Plate - Boca Juniors | 2 – 0           |
| 120  | 22/12/1976 | Juan Domingo Perón            | Nacional 1976                              | Boca Juniors - River Plate | 1 – 0           |
| 121  | 14/08/1977 | Tomás Adolfo Ducó             | Metropolitano 1977                         | River Plate - Boca Juniors | 1 – 1           |
| 122  | 09/11/1977 | La Bombonera                  | Metropolitano 1977                         | Boca Juniors - River Plate | 1 – 2           |
| 123  | 12/07/1978 | La Bombonera                  | Metropolitano 1978                         | Boca Juniors - River Plate | 1 – 0           |
| 124  | 15/10/1978 | El Monumental                 | Metropolitano 1978                         | River Plate - Boca Juniors | 1 – 0           |
| 125  | 23/09/1979 | El Monumental                 | Nacional 1979                              | River Plate - Boca Juniors | 1 – 1           |
| 126  | 11/11/1979 | La Bombonera                  | Nacional 1979                              | Boca Juniors - River Plate | 1 – 1           |
| 127  | 02/03/1980 | La Bombonera                  | Metropolitano 1980                         | Boca Juniors - River Plate | 5 – 2           |
| 128  | 15/06/1980 | El Monumental                 | Metropolitano 1980                         | River Plate - Boca Juniors | 2 – 1           |
| 129  | 21/09/1980 | El Monumental                 | Nacional 1980                              | River Plate - Boca Juniors | 2 – 2           |
| 130  | 02/11/1980 | La Bombonera                  | Nacional 1980                              | Boca Juniors - River Plate | 1 – 0           |
| 131  | 10/04/1981 | La Bombonera                  | Metropolitano 1981                         | Boca Juniors - River Plate | 3 – 0           |
| 132  | 05/07/1981 | El Monumental                 | Metropolitano 1981                         | River Plate - Boca Juniors | 1 – 1           |
| 133  | 27/09/1981 | La Bombonera                  | Nacional 1981                              | Boca Juniors - River Plate | 3 – 2           |
| 134  | 01/11/1981 | El Monumental                 | Nacional 1981                              | River Plate - Boca Juniors | 2 – 2           |
| 135  | 07/03/1982 | El Monumental                 | Nacional 1982                              | River Plate - Boca Juniors | 5 – 1           |
| 136  | 25/04/1982 | La Bombonera                  | Nacional 1982                              | Boca Juniors - River Plate | 0 – 0           |
| 137  | 19/09/1982 | El Monumental                 | Metropolitano 1982                         | River Plate - Boca Juniors | 1 – 1           |
| 138  | 22/12/1982 | La Bombonera                  | Metropolitano 1982                         | Boca Juniors - River Plate | 2 – 0           |
| 139  | 05/10/1983 | El Monumental                 | Metropolitano 1983                         | River Plate - Boca Juniors | 2 – 1           |
| 140  | 19/10/1983 | José Amalfitani               | Metropolitano 1983                         | Boca Juniors - River Plate | 1 – 0           |
| 141  | 24/06/1984 | El Monumental                 | Metropolitano 1984                         | River Plate - Boca Juniors | 1 – 1           |
| 142  | 11/11/1984 | El Monumental                 | Metropolitano 1984                         | River Plate - Boca Juniors | 4 – 1           |
| 143  | 27/10/1985 | El Monumental                 | Primera División 1985-1986                 | River Plate - Boca Juniors | 1 – 0           |
| 144  | 06/04/1986 | La Bombonera                  | Primera División 1985-1986                 | Boca Juniors - River Plate | 2 – 0           |
| 145  | 02/11/1986 | La Bombonera                  | Primera División 1986-1987                 | Boca Juniors - River Plate | 1 – 0           |
| 146  | 13/04/1987 | El Monumental                 | Primera División 1986-1987                 | River Plate - Boca Juniors | 1 – 1           |
| 147  | 22/11/1987 | El Monumental                 | Primera División 1987-1988                 | River Plate - Boca Juniors | 3 – 2           |
| 148  | 30/04/1988 | La Bombonera                  | Primera División 1987-1988                 | Boca Juniors - River Plate | 2 – 2           |
| 149  | 18/09/1988 | El Monumental                 | Primera División 1988-1989                 | River Plate - Boca Juniors | 2 – 0           |
| 150  | 05/02/1989 | La Bombonera                  | Primera División 1988-1989                 | Boca Juniors - River Plate | 0 – 0 (3-4 dtr) |
| 151  | 19/07/1988 | El Monumental                 | Lega Qualificazione Libertadores 1988-1989 | River Plate - Boca Juniors | 0 – 0           |
| 152  | 24/07/1988 | La Bombonera                  | Lega Qualificazione Libertadores 1988-1989 | Boca Juniors - River Plate | 0 – 0           |
| 153  | 27/07/1988 | José Amalfitani               | Lega Qualificazione Libertadores 1988-1989 | Boca Juniors - River Plate | 2 – 1           |
| 154  | 06/09/1989 | La Bombonera                  | Primera División 1989-1990                 | Boca Juniors - River Plate | 1 – 0           |
| 155  | 02/02/1990 | El Monumental                 | Primera División 1989-1990                 | River Plate - Boca Juniors | 1 – 1           |
| 156  | 23/09/1990 | El Monumental                 | Primera División 1990-1991                 | River Plate - Boca Juniors | 2 – 0           |
| 157  | 31/03/1991 | La Bombonera                  | Primera División 1990-1991                 | Boca Juniors - River Plate | 1 – 0           |
| 158  | 10/11/1991 | La Bombonera                  | Primera División 1991-1992                 | Boca Juniors - River Plate | 0 – 0           |
| 159  | 03/05/1992 | El Monumental                 | Primera División 1991-1992                 | River Plate - Boca Juniors | 2 – 2           |
| 160  | 11/10/1992 | La Bombonera                  | Primera División 1992-1993                 | Boca Juniors - River Plate | 1 – 0           |
| 161  | 11/04/1993 | El Monumental                 | Primera División 1992-1993                 | River Plate - Boca Juniors | 2 – 0           |
| 162  | 17/10/1993 | El Monumental                 | Primera División 1993-1994                 | River Plate - Boca Juniors | 1 – 0           |
| 163  | 30/04/1994 | La Bombonera                  | Primera División 1993-1994                 | Boca Juniors - River Plate | 2 – 0           |
| 164  | 11/12/1994 | La Bombonera                  | Primera División 1994-1995                 | Boca Juniors - River Plate | 3 – 0           |
| 165  | 18/06/1995 | El Monumental                 | Primera División 1994-1995                 | River Plate - Boca Juniors | 4 – 2           |
| 166  | 26/11/1995 | El Monumental                 | Primera División 1995-1996                 | River Plate - Boca Juniors | 0 – 0           |
| 167  | 14/07/1996 | La Bombonera                  | Primera División 1995-1996                 | Boca Juniors - River Plate | 4 – 1           |
| 168  | 29/09/1996 | La Bombonera                  | Primera División 1996-1997                 | Boca Juniors - River Plate | 3 – 2           |
| 169  | 23/03/1997 | El Monumental                 | Primera División 1996-1997                 | River Plate - Boca Juniors | 3 – 3           |
| 170  | 25/10/1997 | El Monumental                 | Primera División 1997-1998                 | River Plate - Boca Juniors | 2 – 1           |
| 171  | 11/04/1998 | La Bombonera                  | Primera División 1997-1998                 | Boca Juniors - River Plate | 3 – 2           |
| 172  | 25/10/1998 | El Monumental                 | Primera División 1998-1999                 | River Plate - Boca Juniors | 0 – 0           |
| 173  | 09/05/1999 | La Bombonera                  | Primera División 1998-1999                 | Boca Juniors - River Plate | 2 – 1           |
| 174  | 17/10/1999 | El Monumental                 | Primera División 1999-2000                 | River Plate - Boca Juniors | 2 – 0           |
| 175  | 14/05/2000 | La Bombonera                  | Primera División 1999-2000                 | Boca Juniors - River Plate | 1 – 1           |
| 176  | 15/10/2000 | El Monumental                 | Primera División 2000-2001                 | River Plate - Boca Juniors | 1 – 1           |
| 177  | 08/04/2001 | La Bombonera                  | Primera División 2000-2001                 | Boca Juniors - River Plate | 3 – 0           |
| 178  | 16/09/2001 | El Monumental                 | Primera División 2001-2002                 | River Plate - Boca Juniors | 1 – 1           |
| 179  | 10/03/2002 | La Bombonera                  | Primera División 2001-2002                 | Boca Juniors - River Plate | 0 – 3           |
| 180  | 27/10/2002 | El Monumental                 | Primera División 2002-2003                 | River Plate - Boca Juniors | 2 – 1           |
| 181  | 01/06/2003 | La Bombonera                  | Primera División 2002-2003                 | Boca Juniors - River Plate | 2 – 2           |
| 182  | 09/11/2003 | El Monumental                 | Primera División 2003-2004                 | River Plate - Boca Juniors | 2 – 0           |
| 183  | 16/05/2004 | La Bombonera                  | Primera División 2003-2004                 | Boca Juniors - River Plate | 1 – 0           |
| 184  | 07/11/2004 | El Monumental                 | Primera División 2004-2005                 | River Plate - Boca Juniors | 2 – 0           |
| 185  | 22/05/2005 | La Bombonera                  | Primera División 2004-2005                 | Boca Juniors - River Plate | 2 – 1           |
| 186  | 16/10/2005 | El Monumental                 | Primera División 2005-2006                 | River Plate - Boca Juniors | 0 – 0           |
| 187  | 26/03/2006 | La Bombonera                  | Primera División 2005-2006                 | Boca Juniors - River Plate | 1 – 1           |
| 188  | 08/10/2006 | El Monumental                 | Primera División 2006-2007                 | River Plate - Boca Juniors | 3 – 1           |
| 189  | 15/04/2007 | La Bombonera                  | Primera División 2006-2007                 | Boca Juniors - River Plate | 1 – 1           |
| 190  | 07/10/2007 | El Monumental                 | Primera División 2007-2008                 | River Plate - Boca Juniors | 2 – 0           |
| 191  | 04/05/2008 | La Bombonera                  | Primera División 2007-2008                 | Boca Juniors - River Plate | 1 – 0           |
| 192  | 19/10/2008 | El Monumental                 | Primera División 2008-2009                 | River Plate - Boca Juniors | 1 – 0           |
| 193  | 19/04/2009 | La Bombonera                  | Primera División 2008-2009                 | Boca Juniors - River Plate | 1 – 1           |
| 194  | 25/10/2009 | El Monumental                 | Primera División 2009-2010                 | River Plate - Boca Juniors | 1 – 1           |
| 195  | 25/03/2010 | La Bombonera                  | Primera División 2009-2010                 | Boca Juniors - River Plate | 2 – 0           |
| 196  | 16/11/2010 | El Monumental                 | Primera División 2010-2011                 | River Plate - Boca Juniors | 1 – 0           |
| 197  | 15/05/2011 | La Bombonera                  | Primera División 2010-2011                 | Boca Juniors - River Plate | 2 – 0           |
| 198  | 28/10/2012 | El Monumental                 | Primera División 2012-2013                 | River Plate - Boca Juniors | 2 – 2           |
| 199  | 05/05/2013 | La Bombonera                  | Primera División 2012-2013                 | Boca Juniors - River Plate | 1 – 1           |
| 200  | 06/10/2013 | El Monumental                 | Primera División 2013-2014                 | River Plate - Boca Juniors | 1 – 0           |
| 201  | 30/03/2014 | La Bombonera                  | Primera División 2013-2014                 | Boca Juniors - River Plate | 1 – 2           |
| 202  | 05/10/2014 | El Monumental                 | Primera División 2014                      | River Plate - Boca Juniors | 1 – 1           |
| 203  | 03/05/2015 | La Bombonera                  | Primera División 2015                      | Boca Juniors - River Plate | 2 – 0           |
| 204  | 13/09/2015 | El Monumental                 | Primera División 2015                      | River Plate - Boca Juniors | 0 – 1           |
| 205  | 06/03/2016 | El Monumental                 | Primera División 2016                      | River Plate - Boca Juniors | 0 – 0           |
| 206  | 24/04/2016 | La Bombonera                  | Primera División 2016                      | Boca Juniors - River Plate | 0 – 0           |
| 207  | 04/12/2016 | El Monumental                 | Primera División 2016-2017                 | River Plate - Boca Juniors | 4 – 2           |
| 208  | 14/05/2017 | La Bombonera                  | Primera División 2016-2017                 | Boca Juniors - River Plate | 3 – 1           |
| 209  | 05/11/2017 | El Monumental                 | Primera División 2017-2018                 | River Plate - Boca Juniors | 1 – 2           |
| 210  | 23/09/2018 | La Bombonera                  | Primera División 2018-2019                 | Boca Juniors - River Plate | 0 – 2           |
| 211  | 01/09/2019 | El Monumental                 | Primera División 2019-2020                 | River Plate - Boca Juniors | 0 – 0           |
| 212  | 03/10/2021 | El Monumental                 | Primera División 2021                      | River Plate - Boca Juniors | 2 – 1           |
| 213  | 11/09/2022 | La Bombonera                  | Primera División 2022                      | Boca Juniors - River Plate | 1 – 0           |
| 214  | 07/05/2023 | El Monumental                 | Primera División 2023                      | River Plate - Boca Juniors | 1 – 0           |
| 215  | 22/09/2024 | La Bombonera                  | Primera División 2024                      | Boca Juniors - River Plate | 0 – 1           |
| 216  | 27/04/2025 | El Monumental                 | Primera División 2025                      | River Plate - Boca Juniors | 2 – 1           |

### Coppe nazionali
| Num. | Data       | Stadio              | Competizione                     | Incontro                   | Risultato       |
| ---- | ---------- | ------------------- | -------------------------------- | -------------------------- | --------------- |
| 1    | 02/05/1915 | -                   | Copa Competencia Jockey Club     | Boca Juniors - River Plate | 1 – 1 (dts)     |
| 2    | 09/05/1915 | Estadio G.E.B.A.    | Copa Competencia Jockey Club     | River Plate - Boca Juniors | 4 – 2           |
| 3    | 30/08/1918 | Colón e Alsina      | Copa Competencia Jockey Club     | Boca Juniors - River Plate | 0 – 1           |
| 4    | 01/12/1942 | El Monumental       | Copa Adrián Escobar              | River Plate - Boca Juniors | 0 – 0 (3-2 dtr) |
| 5    | 15/08/1946 | Gasometro           | Copa Competencia Británica       | Boca Juniors - River Plate | 2 – 0           |
| 6    | 03/07/1993 | La Bombonera        | Copa Centenario                  | Boca Juniors - River Plate | 0 – 0           |
| 7    | 11/07/1993 | José Amalfitani     | Copa Centenario                  | River Plate - Boca Juniors | 1 – 0 (dts)     |
| 8    | 14/03/2018 | Malvinas Argentinas | Supercopa Argentina 2017         | Boca Juniors - River Plate | 0 – 2           |
| 9    | 02/01/2021 | La Bombonera        | Copa Diego Armando Maradona      | Boca Juniors - River Plate | 2 – 2           |
| 10   | 14/03/2021 | La Bombonera        | Copa de la Liga Profesional 2021 | Boca Juniors - River Plate | 1 – 1           |
| 11   | 16/05/2021 | La Bombonera        | Copa de la Liga Profesional 2021 | Boca Juniors - River Plate | 1 – 1 (4-2 dtr) |
| 12   | 04/08/2021 | Ciudad de La Plata  | Copa Argentina 2019-2020         | Boca Juniors - River Plate | 0 – 0 (4-1 dtr) |
| 13   | 20/03/2022 | El Monumental       | Copa de la Liga Profesional 2022 | River Plate - Boca Juniors | 0 – 1           |
| 14   | 01/10/2023 | La Bombonera        | Copa de la Liga Profesional 2023 | Boca Juniors - River Plate | 0 – 2           |
| 15   | 25/02/2024 | El Monumental       | Copa de la Liga Profesional 2024 | River Plate - Boca Juniors | 1 – 1           |
| 16   | 21/04/2024 | Mario Kempes        | Copa de la Liga Profesional 2024 | Boca Juniors - River Plate | 3 – 2           |

### Coppe Internazionali

#### Coppa Libertadores
| Num. | Data       | Stadio            | Competizione            | Incontro                   | Risultato       |
| ---- | ---------- | ----------------- | ----------------------- | -------------------------- | --------------- |
| 1    | 10/02/1966 | El Monumental     | Coppa Libertadores 1966 | River Plate - Boca Juniors | 2 – 1           |
| 2    | 24/03/1966 | La Bombonera      | Coppa Libertadores 1966 | Boca Juniors - River Plate | 2 – 0           |
| 3    | 14/04/1966 | El Monumental     | Coppa Libertadores 1966 | River Plate - Boca Juniors | 2 – 2           |
| 4    | 04/05/1966 | La Bombonera      | Coppa Libertadores 1966 | Boca Juniors - River Plate | 1 – 0           |
| 5    | 17/02/1970 | El Monumental     | Coppa Libertadores 1970 | River Plate - Boca Juniors | 1 – 3           |
| 6    | 19/03/1970 | La Bombonera      | Coppa Libertadores 1970 | Boca Juniors - River Plate | 2 – 1           |
| 7    | 16/04/1970 | El Monumental     | Coppa Libertadores 1970 | River Plate - Boca Juniors | 1 – 0           |
| 8    | 30/04/1970 | La Bombonera      | Coppa Libertadores 1970 | Boca Juniors - River Plate | 1 – 1           |
| 9    | 09/03/1977 | La Bombonera      | Coppa Libertadores 1977 | Boca Juniors - River Plate | 1 – 0           |
| 10   | 18/05/1977 | Tomás Adolfo Ducó | Coppa Libertadores 1977 | River Plate - Boca Juniors | 0 – 0           |
| 11   | 19/09/1978 | La Bombonera      | Coppa Libertadores 1978 | Boca Juniors - River Plate | 0 – 0           |
| 12   | 17/10/1978 | El Monumental     | Coppa Libertadores 1978 | River Plate - Boca Juniors | 0 – 2           |
| 13   | 05/08/1982 | La Bombonera      | Coppa Libertadores 1982 | Boca Juniors - River Plate | 0 – 0           |
| 14   | 30/09/1982 | El Monumental     | Coppa Libertadores 1982 | River Plate - Boca Juniors | 1 – 0           |
| 15   | 09/07/1986 | La Bombonera      | Coppa Libertadores 1986 | Boca Juniors - River Plate | 1 – 1           |
| 16   | 20/08/1986 | El Monumental     | Coppa Libertadores 1986 | River Plate - Boca Juniors | 1 – 0           |
| 17   | 27/02/1991 | La Bombonera      | Coppa Libertadores 1991 | Boca Juniors - River Plate | 4 – 3           |
| 18   | 20/03/1991 | El Monumental     | Coppa Libertadores 1991 | River Plate - Boca Juniors | 0 – 2           |
| 19   | 17/05/2000 | El Monumental     | Coppa Libertadores 2000 | River Plate - Boca Juniors | 2 – 1           |
| 20   | 24/05/2000 | La Bombonera      | Coppa Libertadores 2000 | Boca Juniors - River Plate | 3 – 0           |
| 21   | 10/06/2004 | La Bombonera      | Coppa Libertadores 2004 | Boca Juniors - River Plate | 1 – 0           |
| 22   | 17/06/2004 | El Monumental     | Coppa Libertadores 2004 | River Plate - Boca Juniors | 2 – 1 (4-5 dtr) |
| 23   | 07/05/2015 | El Monumental     | Coppa Libertadores 2015 | River Plate - Boca Juniors | 1 – 0           |
| 24   | 14/05/2015 | La Bombonera      | Coppa Libertadores 2015 | Boca Juniors - River Plate | 0 – 0           |
| 25   | 11/11/2018 | La Bombonera      | Coppa Libertadores 2018 | Boca Juniors - River Plate | 2 – 2           |
| 26   | 09/12/2018 | Santiago Bernabeu | Coppa Libertadores 2018 | River Plate - Boca Juniors | 3 – 1 (dts)     |
| 27   | 01/10/2019 | El Monumental     | Coppa Libertadores 2019 | River Plate - Boca Juniors | 2 – 0           |
| 28   | 22/10/2019 | La Bombonera      | Coppa Libertadores 2019 | Boca Juniors - River Plate | 1 – 0           |

#### Altre coppe internazionali
| Num. | Data       | Stadio        | Competizione                 | Incontro                   | Risultato       |
| ---- | ---------- | ------------- | ---------------------------- | -------------------------- | --------------- |
| 1    | 05/10/1994 | El Monumental | Supercoppa Sudamericana 1994 | River Plate - Boca Juniors | 0 – 0           |
| 2    | 12/10/1994 | La Bombonera  | Supercoppa Sudamericana 1994 | Boca Juniors - River Plate | 1 – 1 (5-4 dtr) |
| 3    | 20/11/2014 | La Bombonera  | Coppa Sudamericana 2014      | Boca Juniors - River Plate | 0 – 0           |
| 4    | 27/11/2014 | El Monumental | Coppa Sudamericana 2014      | River Plate - Boca Juniors | 1 – 0           |

## Giocatori

### Presenze

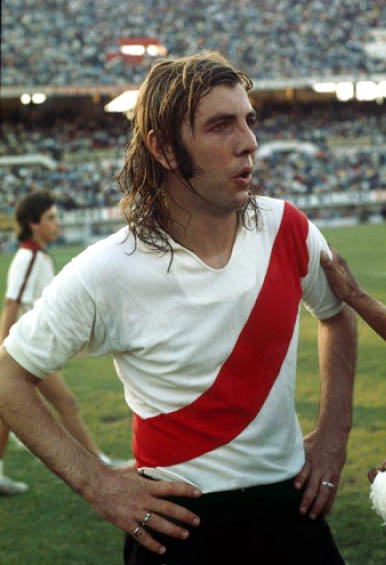
Reinaldo Merlo, il giocatore più presente nella storia del Superclásico con 42 presenze.

L'elenco seguente riporta i primatisti di presenze nella storia degli incontri tra Boca Juniors e River Plate.
| Posizione | Nome             | Squadra                  | Presenze |
| --------- | ---------------- | ------------------------ | -------- |
| 1         | Reinaldo Merlo   | River Plate              | 42       |
| 2         | Hugo Gatti       | Boca Juniors River Plate | 38       |
| 3         | Silvio Marzolini | Boca Juniors             | 37       |
| 4         | Ángel Labruna    | River Plate              | 35       |
| 4         | Roberto Mouzo    | Boca Juniors             | 35       |

### Reti

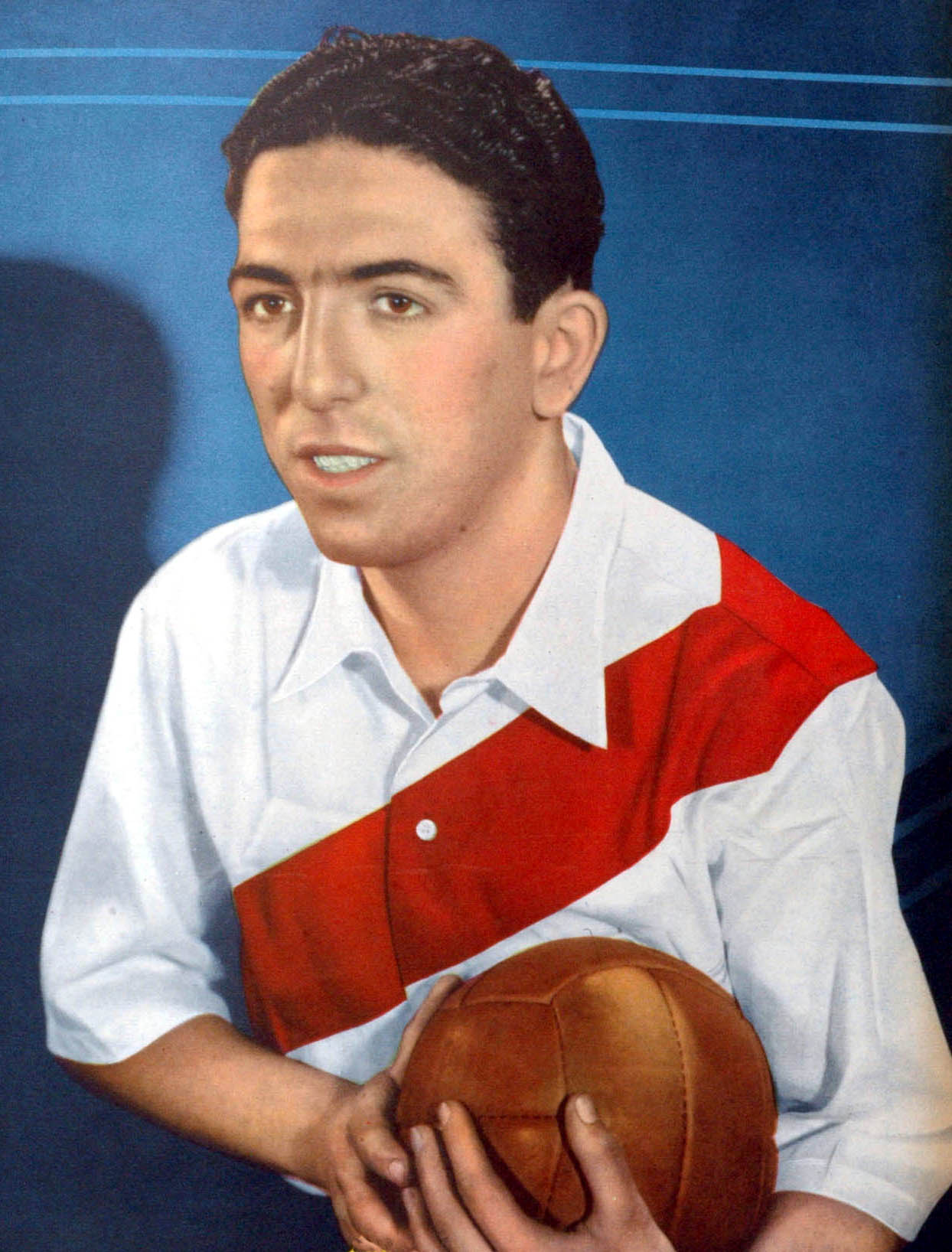
Ángel Labruna, con 16 reti, è il miglior marcatore del Superclásico.

L'elenco seguente riporta i primatisti di reti nella storia degli incontri tra Boca Juniors e River Plate.
| Posizione | Nome                 | Squadra      | Reti |
| --------- | -------------------- | ------------ | ---- |
| 1         | Ángel Labruna        | River Plate  | 16   |
| 2         | Oscar Más            | River Plate  | 12   |
| 3         | Paulo Valentim       | Boca Juniors | 10   |
| 4         | Carlos Manuel Morete | River Plate  | 9    |
| 4         | Martín Palermo       | Boca Juniors | 9    |
| 6         | Bernabé Ferreyra     | River Plate  | 8    |